# Laumontite
La laumontite est une espèce minérale du groupe des silicates, sous-groupe des tectosilicates, de la famille des zéolithes[réf. nécessaire]. Elle est composée d'aluminosilicate de calcium hydraté de formule Ca(AlSi2O6)2·4H2O avec des traces : Na, K, Fe.

## Historique de la description et appellations

### Inventeur et étymologie
Décrite par Abraham Gottlob Werner en 1805, cette espèce est dédiée au minéralogiste français François Pierre Nicolas Gillet de Laumont (1747-1834), qui en est le découvreur.

### Topotype
Mines de Huelgoat, Finistère, Bretagne, France.

### Synonymie
- Aedelforsite : le nom dérive de la ville d'Aedelforss et désigne de façon indifférente deux zéolites altérées la laumontite ou la stilbite[2]
- Caporcianite (Savi) : Le nom dérive du topotype de cette espèce supposée : Monte Caporciano en Toscane près Florence, Italie[3]
- Léonhardite (Blum) : consacrée au minéralogiste Léonhart, à partir d'échantillons de Shemnitz en Hongrie[4].
- Laumonite et lomonite : erreur d’orthographe répandue dans quelques ouvrages du XIXe siècle[5].

## Caractéristiques physico-chimiques

### Critères de détermination
Soluble dans HCl. En atmosphère sèche, perd son eau et peut se désagréger. Elle devient alors poudreuse, friable et crayeuse.

### Cristallochimie
Elle fait partie des zéolites et sert de chef de file à un sous-groupe de minéraux isostructuraux.
Sous-groupe de la laumontite
- laumontite : CaAl2Si4O12·4H2O
- yugawaralite (de) : CaAl2Si6O16·4H2O

## Cristallographie
- Paramètres de la maille conventionnelle : {\displaystyle a} = 14,9 Å, {\displaystyle b} = 13,17 Å, {\displaystyle c} = 7,55 Å ; Z = 4 ; V = 1 378,47 Å3
- Densité calculée = 2,27 g cm−3

## Gîtes et gisements

### Gîtologie et minéraux associés
GîtologieMinéral secondaire dans des basaltes et des andésites. Se rencontre aussi dans des roches métamorphiques et des granites.
Dans les gîtes de cuivre, de plomb.
Minéraux associésApophyllite, calcite, datolite, chlorites et les autres zéolites.

### Gisements producteurs de spécimens remarquables
- Algérie

Aïn Barbar, District de Constantine, Province de Constantine
- Belgique

Carrière de La Flèche, Bertrix, Province de Luxembourg
- Canada

Laurel, Wentworth, Argenteuil RCM, Laurentides, Québec
- France

Mines de Huelgoat, Finistère, Bretagne Topotype.
Mine d'Anglade, Salau, Seix, Cauflens, Ariège, Midi-Pyrénées 
- Inde

Carrière de Kandivali, Malad, Ward 38, Bombay, Maharashtra
- Italie

Mine de Montecatini (ex Mine de Caporciano), Montecatini Val di Cecina, Province de Pise, Toscane (Caporcianite) 
- Madagascar

Ampandrandava mine de phlogopite, Beraketa, District de Bekily, Région d'Androy, Province de Tuléar

## Exploitation des gisements
UtilisationIndustrie chimique (échanges d'ions, par exemple dans les adoucisseurs d'eau), nucléaire, et surtout pétrochimique (séparation des hydrocarbures).

## Galerie

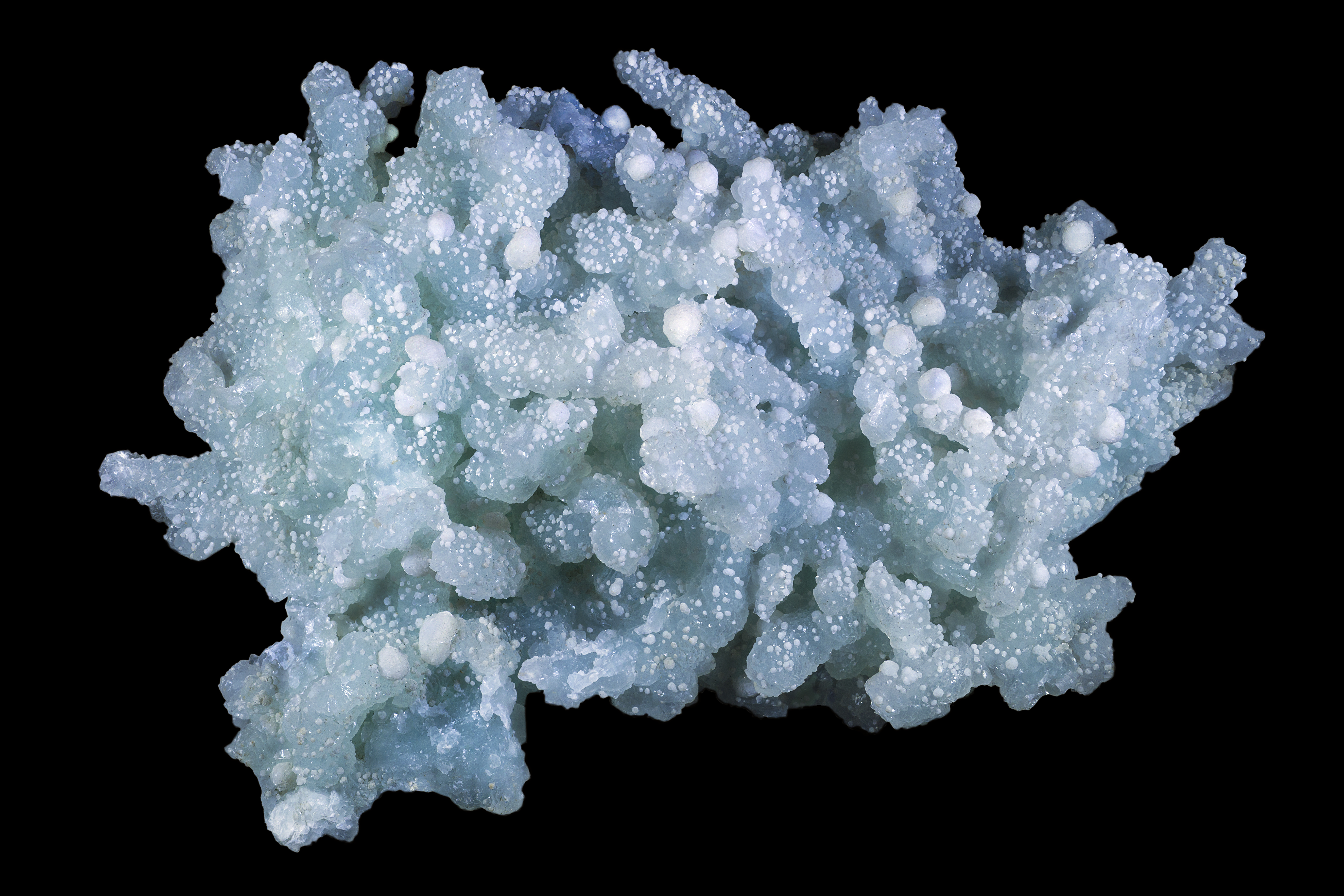
Prehnite en pseudomorphose de Laumontite – Bombay Inde.